# Panic (film, 1997)
Pour les articles homonymes, voir Panic.
 (juillet 2014).
Pour plus de détails, voir Fiche technique et Distribution.
Panic ou Panique au Québec est un film canadien réalisé par Bashar Shbib, sorti en 1997.
C’est le cinquième volet d’une série de six films appelée The Senses (Les sens). Le sens qui y est privilégié est l'ouïe.

## Synopsis
Harry, un travesti qui écrit des drames pour la radio, va en studio enregistrer sa dernière histoire, « Panic », avec l’aide de Jack, le technicien du son, macho et homophobe. « Panic» raconte l’histoire de Marion, une écrivaine démodée à qui on donne un contrat exceptionnel : elle doit écrire un  roman en trois jours. Alors que Harry raconte les moyens employés par Marion pour trouver l’inspiration, le mépris initial de Jack vis-à-vis de Harry va se transformer en curiosité, puis en respect.

## Fiche technique
- Titre : Panic
- Titre québécois : Panique
- Réalisation : Bashar Shbib
- Scénario : Bashar Shbib, Harold Von Kursk
- Production : Pierre Latour, Bashar Shbib, Michel Zgarka
- Photographie : Jay Ferguson, Alex Margineanu
- Montage : Marie-Hélène Panisset
- Musique : Chriss Lee, Talamasca, Bashar Shbib
- Pays d'origine : Canada
- Langue : anglais
- Durée : 84 min
- Format : couleur, 35 mm
- Budget : 400 000$
- Date de sortie : 9 mai 1997[1],[2].

## Distribution
- Robin Andrew Wilcock : Harry
- Patrick Garrow : Jack
- Diane Carlson (V. Q. : Lisette Dufour) : Marian Cook

Source et légende : Version québécoise (V. Q.) sur Doublage QC.

## Diffusion et réception
Panic est sorti en même temps que les autres volets de The Senses au cinéma l’Impérial à Montréal, le 9 mai 1997,.
« Il s’agit d’une apologie de la différence autant que d’un regard attentif jeté sur les affres de la création ».

## Exploration du thème sensoriel
Le thème de l’ouïe est exploré à travers les enregistrements sonores effectués dans des lieux publics par Marion en quête d'inspiration.